# Lister-Gletscher (Brabant-Insel)
Der Lister-Gletscher ist ein 8 km langer und 1,5 km breiter Gletscher im Nordosten der Brabant-Insel des Palmer-Archipels vor der Westküste der Antarktischen Halbinsel. Er fließt in die Bouquet Bay, die er unmittelbar südlich des Duclaux Point erreicht.
Der Gletscher erscheint namenlos auf einer argentinischen Karte aus dem Jahr 1953. Luftaufnahmen der Hunting Aerosurveys Ltd. aus den Jahren 1956 und 1957 dienten 1959 seiner Kartierung. Das UK Antarctic Place-Names Committee benannte ihn am 23. September 1960 nach dem britischen Mediziner Joseph Lister, 1. Baron Lister (1827–1912), dem „Vater der antiseptischen Chirurgie“.